# ラプソディ (原子炉)
ラプソディ(仏:Rapsodie)は、フランスの高速増殖炉である。プロヴァンス＝アルプ＝コート・ダジュール地域圏、ブーシュ＝デュ＝ローヌ県のカダラッシュ (Cadarache)に建設された。
フランス初の高速増殖炉である。1967年に初臨界を達成した。ラプソディはループ型の原子炉であり、熱出力は40MWであった。発電は行われなかった。1983年に閉鎖された。
ラプソディは現在、廃止措置の第2段階にある。